# Willian Pozo
Willian Pozo-Venta Angell (La Habana, Cuba, 27 de agosto de 1997) es un futbolista profesional cubano que juega como extremo en el FC KTP de la Veikkausliiga de Finlandia. Es internacional con la selección de fútbol de Cuba.

## Clubes
En 2015, Pozo-Venta probó para Stoke City en la Premier League inglesa después de jugar para la academia juvenil del Metz de la Ligue 1 francesa. Antes de la temporada 2018, fichó por el Zimbru Chișinău de Moldavia procedente del club Follo de la segunda división noruega. Antes de la temporada 2020, fichó por el Strømmen de la primera división noruega procedente de los reservas del equipo polaco de segunda división Stomil Olsztyn. El 27 de agosto de 2021 fichó por el Notodden de la segunda división noruega.

## Selección nacional
Nacido en Cuba, Pozo se mudó a Noruega a la edad de 4 años. Fue internacional juvenil con Noruega. Hizo su debut con la selección nacional de Cuba en una victoria por 5-0 en la clasificación para la Copa Mundial de la FIFA 2022 sobre Islas Vírgenes Británicas el 2 de junio de 2021.